# ジェシカ・チャフィン
ジェシカ・チャフィン（Jessica Chaffin）は、アメリカ合衆国の女優。

## 出演作品
- デスペラードス 〜崖っぷち女子旅〜 Desperados (2020)
- New Girl　～ダサかわ女子と三銃士 シーズン3
- クレイジーワン　ぶっ飛び広告代理店
- SPY/スパイ
- デンジャラス・バディ